# دانشگاه ایالتی رایت
دانشگاه ایالتی رایت (به انگلیسی: Wright State University) یک دانشگاه تحقیقاتی دولتی در دیتون واقع در ایالت اوهایو آمریکا است که در سال ۱۹۶۷ میلادی بنیان‌گذاری شده‌است. این دانشگاه نام خود را از پیشتازان صنعت هوانوردی یعنی برادران رایت گرفته‌است که در شهر دیتون یک مغازه دوچرخه‌فروشی داشتند و اولین پرواز موفقیت‌آمیز را با هواپیمای دست‌ساز خود انجام دادند. بر اساس نظر ماهنامه واشینگتن (Washington Monthly) رتبه این دانشگاه در سطح ملی ۱۱۷ می‌باشد.